# Quercus treubiana
Quercus treubiana är en bokväxtart som beskrevs av Karl Otto von Seemen. Quercus treubiana ingår i släktet ekar, och familjen bokväxter. Inga underarter finns listade i Catalogue of Life.